# 内田唯人
内田 唯人（うちだ ゆいと、8月1日 - ）は、日本の声優、俳優。神奈川県出身。

## 略歴
A&Gアカデミー、オフィス薫附属声優養成所卒業生。
以前はオフィス薫に所属していた。

## 人物
趣味はサーフィン、スポーツ観戦。特技は楽器演奏、マラソン。

## 出演
太字はメインキャラクター。

### テレビアニメ
- 惡の華（2013年）

### ゲーム
- LostTechnology（ゲレオン）
- ワールドクロスサーガ -時と少女と鏡の扉-（トート[2]）
- PETITO 〜ビスクドール物語〜（ペイル・ブルローズ[3]）
- 貴方日記〜ユーフォリア〜（由利大輔）

### 吹き替え

#### 映画
- アントボーイ
- ON AIR 殺人ライブ
- CO2
- シャドウ・スナイパー（ホァン・ルイス、アルバロ）
- ジャンクション（ドナルド）
- ジャングル ギンズバーグ19日間の軌跡
- デッド・ファクトリー（上院議員補佐）
- トム・ソーヤー&ハックルベリー・フィン（ハックルベリー・フィン[4]）
- 復讐少女（ヨーゼフ）
- ミラクルズ（警察官）
- レーサー / 光と影（フランソワ）

#### アニメ
- ミニミニ・ヒーローズ（ピッポ）

### ボイスドラマ
- 虚白ノ夢（千石良太郎）
- Alice mare（クリフ）

### ラジオ
※はインターネット配信。
- パーソナリティアカデミー フレッシュマンRADIO!（超!A&G+※）

### テレビドラマ
- るろうに剣心 京都大火編（志々雄兵-アクション）
- ワカコ酒Season3【第4夜】（カップル男）
- 僕だけがいない街（捜査官）
- いぬやしき（報道マン）